# Piromis arenosus
Piromis arenosus är en ringmaskart som beskrevs av Johan Gustaf Hjalmar Kinberg 1866. Piromis arenosus ingår i släktet Piromis och familjen Flabelligeridae.
Artens utbredningsområde är Röda havet. Inga underarter finns listade i Catalogue of Life.